# Paul Kipkoech
Paul Kipkoech (Kapsabet, 6 januari 1963 - Eldoret, 13 maart 1995) was een Keniaans langeafstandsloper. Op 32-jarige leeftijd overleed Paul Kipkoech ten gevolge van de ziekte malaria.
Op de wereldkampioenschappen atletiek 1983 in Helsinki behaalde Paul Kipkoech op de 5000 meter een negende plaats in 13.37,44. Op de Olympische Spelen van Los Angeles in 1984 behaalde hij een vijfde plaats in een tijd van 13.14,40.
Op de Afrikaanse Spelen in 1987 in de buurt van Nairobi won Paul Kipkoech de 10.000 meter en werd tweede op de 5000 meter. Op het WK 1987 in Rome liep Kipkoech een overweldigende wedstrijd met tussensprints en langzamen ronden. Met deze tactiek verwurmde hij zijn tegenstanders en zijn grootste concurrent, de Italiaan Francesco Panetta, moest na 7 kilometer lossen. Kipkoech won in een tijd van 27.38,63 en finishte voor Panetta en de Oost-Duitser Hansjörg Kunze.
In 1985, 1987 en 1988 werd Paul Kipkoech tweede op het wereldkampioenschap veldlopen. Met het Keniaanse team won hij in 1983 (brons), 1985 (zilver) en in de jaren 1986, 1987, 1988 en 1990 (goud).

## Titels
- Wereldkampioen 10.000 m - 1987
- Afrikaans kampioen veldlopen - 1985
- Keniaans kampioen 5000 m - 1984, 1986
- Keniaans kampioen 10.000 m - 1983, 1985
- Keniaans kampioen veldlopen - 1984, 1985, 1987, 1988

## Persoonlijke records
| Onderdeel      | Tijd     | Datum            | Plaats      |
| -------------- | -------- | ---------------- | ----------- |
| 3000 m         | 7.39,38  | 1986             |             |
| 5000 m         | 13.14,40 | 11 augustus 1984 | Los Angeles |
| 10.000 m       | 27.38,63 | 30 augustus 1987 | Rome        |
| 10 km          | 27.31    | 2 april 1988     | Bali        |
| halve marathon | 1:03.40  | 3 september 1989 | Wimbledon   |
| marathon       | 2:14.26  | 19 mei 1991      | Cleveland   |

## Palmares

### 3000 m
- 1983:  ISTAF - 7.46,18
- 1986:  Meeting Internazionale Città di Caorle - 7.48,17
- 1986:  Weltklasse in Keulen - 7.39,38
- 1990: 4e Welsh Games in Wrexham - 8.07,61
- 1991:  Weltklasse in Keulen - 7.45,60

### 5000 m
- 1983:  München - 13.29,42
- 1983:  Budapest Grand Prix - 13.33,60
- 1983: 9e WK - 13.37,44
- 1983:  Koblenz - 13.24,02
- 1984:  Tokio - 13.43,17
- 1984:  Keniaanse olympische Trials in Nairobi - 13.38,0
- 1984: 5e OS - 13.14,40
- 1985:  Rosicky Memorial in Praag - 13.31,99
- 1985:  Seoel - 13.17,64
- 1986:  Essen - 13.32,69
- 1986:  Keniaanse kamp. - 13.47,0
- 1986:  Palio della Quercia in Rovereto - 13.20,06
- 1986:  Rieti Meeting - 13.25,46
- 1987:  Nairobi - 13.35,0
- 1987:  Afrikaanse Spelen - 13.36,32
- 1989:  Meeting BNP in Villeneuve d'Ascq - 13.47,06
- 1990: 5e La Coruña - 13.30,77
- 1992: 5e Hungalu in Boedapest - 13.44,86

### 10.000 m
- 1983:  Tokyo Permit Meeting - 28.41,31
- 1983:  Keniaanse kamp. in Nairobi - 29.27,0
- 1985:  Aken Meeting - 27.58,26
- 1985:  Keniaanse kamp. in Nairobi - 28.32,6
- 1985:  Afrikaanse kamp. in Cairo - 28.29,64
- 1986:  Aken Meeting - 27.43,31
- 1987:  WK- 27.38,63
- 1987:  Afrikaanse Spelen - 28.34,77
- 1988: 8e OS - 27.47,23
- 1991:  WK - 27.38,74
- 1992: 8e OS - 28.27,11
- 1992:  WK - 27.46,54

### 10 km
- 1988:  Bali - 27.31
- 1989:  La Matesina in Bojano - 29.23
- 1989: 4e Birmingham VAX - 28.43
- 1991:  Bob Hasan in Borodudur - 28.22
- 1992:  RevCo Cleveland - 29.06

### 10 Eng. mijl
- 1991:  Trevira Twosome - 47.22
- 1992:  Grand Prix von Bern - 48.50,9

### halve marathon
- 1989:  halve marathon van Wimbledon - 1:03.40
- 1991:  halve marathon van Exeter - 1:04.32

### 25 km
- 1990:  Great Scottish Run - 1:16.41

### marathon
- 1989: 6e marathon van Venetië - 2:18.56
- 1991:  marathon van Cleveland - 2:14.26

### Veldlopen
- 1983: 16e WK lange afstand in Gateshead - 37.32
- 1984:  Keniaanse kamp. in Kabarak - 36.52
- 1984: 19e WK lange afstand in East Rutherford - 34.07
- 1985:  Keniaanse kamp. in Nairobi - 35.34
- 1985:  Afrikaanse kampioenschappen veldlopen - 34.34
- 1985:  WK lange afstand - 33.37
- 1986: 5e WK lange afstand in Colombier - 35.47,2
- 1986:  Keniaanse kamp. in Kabarak - 43.33
- 1987:  Keniaanse kamp. in Kabarak - 40.45
- 1987:  WK lange afstand in Warschau - 36.07
- 1988:  Keniaanse kamp. in Nairobi - 35.33
- 1988:  WK lange afstand in Auckland - 34.54
- 1989: 9e WK lange afstand in Aix-les-Bains - 40.42
- 1990:  WK lange afstand - 34.21
- 1991:  WK lange afstand - 33.54

1983 Alberto Cova ·
1987 Paul Kipkoech ·
1991 Moses Tanui ·
1993 Haile Gebrselassie ·
1995 Haile Gebrselassie ·
1997 Haile Gebrselassie ·
1999 Haile Gebrselassie ·
2001 Charles Kamathi ·
2003 Kenenisa Bekele ·
2005 Kenenisa Bekele ·
2007 Kenenisa Bekele ·
2009 Kenenisa Bekele ·
2011 Ibrahim Jeilan ·
2013 Mo Farah ·
2015 Mo Farah ·
2017 Mo Farah ·
2019 Joshua Cheptegei · 
2022 Joshua Cheptegei · 
2023 Joshua Cheptegei